# Ken Loach
Kenneth "Ken" Loach (Nuneaton, Warwickshire, 17 de junho de 1936) é um cineasta britânico.

## Vida
Filho de de um engenheiro eletrotécnico, teve uma infância marcada por frequentes mudanças de cidades, com sua família, em virtude da guerra. Nuneaton, a pequena cidade onde nasceu, foi uma das mais arrasadas pela blitzkrieg de Hitler na Segunda Guerra Mundial. Na juventude, estudou direito no  St Peter's College, da Universidade de Oxford. Lá entrou em contato com o  grupo de teatro experimental  da universidade, onde começou a atuar. Após a universidade,  participou de espetáculos teatrais, como ator e diretor, sobretudo em Birmingham. Em 1961 passa a trabalhar como assistente de direção na ABC Television. Posteriormente, trabalha na BBC, iniciando uma colaboração com Tony Garnett, produtor com o qual tinha em comum a  cultura política socialista. Boa parte de sua obra está centrada na  descrição das condições de vida da classe operária.
Em estilo naturalista, Loach  realiza uma abordagem sem concessões sobre a miséria na Grã-Bretanha, sobre as patologias sociais e familiares e a destruição das políticas públicas de bem-estar social (Riff-Raff, Raining Stones, Ladybird, Ladybird, Carla's Song, Sweet Sixteen). Ele também explora momentos sombrios da história do Reino Unido (Agenda Secreta, Land and Freedom, Ventos da Liberdade, Route Irish). Sua obra, bastante engajada, mostra seu alinhamento político à esquerda quando trata de conflitos sociais e da luta pelos direitos dos trabalhadores ou dos imigrantes clandestinos (The Flickering Flame, Bread and Roses, The Navigators, It's a Free World!). Embora trabalhasse com muito mais frequência na televisão - vinte curtas e longa-metragem - do que no cinema, nos anos 1980-1990, quando surge a onda de renovação do cinema britânico, com Mike Leigh, Stephen Frears, Larry Clarke, David Leland e outros, Loach parece ter pavimentado o caminho para esses cineastas, mantendo-se fiel a um posicionamento político marxista.
Em 2006, recebeu a Palme d'or do 59º  Festival de Cannes por Ventos da Liberdade. Em 2016, recebeu sua segunda Palme d'or, por I, Daniel Blake.

## Filmografia
- 1964 – Diary of a young man (televisão)
- 1965 – Up the junction (televisão) (curta-metragem)
- 1965 – The End of Arthur's marriage (televisão)
- 1965 – Coming out party (televisão)
- 1965 – Cathy Come Home (televisão)
- 1967 – In Two Minds (televisão)
- 1967 – Poor Cow
- 1968 – The Golden Vision (televisão)
- 1969 – The Big Flame (televisão)
- 1969 – Kes
- 1971 – Family life
- 1971 – The Save the Children Fund Film
- 1977 – The Price of Coal (televisão)
- 1979 – Black Jack
- 1980 – The Gamekeeper
- 1981 – Looks and Smiles
- 1984 – Which side are you on?
- 1986 – Fatherland
- 1990 – Riff-Raff
- 1990 – Hidden Agenda
- 1993 – Raining stones
- 1994 – Ladybird, Ladybird
- 1995 – Terra e Liberdade
- 1996 – Carla's Song
- 1997 – The Flickering Flame
- 1998 – My Name Is Joe
- 2000 – Pão e Rosas
- 2001 – The Navigators
- 2002 – Sweet Sixteen
- 2002 – 11'9"01 September 11
- 2004 – Ae Fond kiss…
- 2005 – Tickets
- 2005 – McLibel
- 2006 – The Wind That Shakes the Barley
- 2007 – It's a Free World...
- 2009 – Looking for Eric
- 2010 – Route Irish
- 2012 – The Angels' Share
- 2013 – The Spirit of '45
- 2014 – Jimmy's Hall
- 2016 – I, Daniel Blake
- 2019 – Sorry We Missed You
- 2023 - O Pub The Old Oak

## Prémios e nomeações
- Recebeu uma nomeação ao BAFTA de Melhor Realizador, por "Kes" (1969).
- Recebeu uma nomeação ao BAFTA de Melhor Argumento, por "Kes" (1969).
- Recebeu quatro nomeações ao BAFTA, na categoria de Melhor Filme Britânico, por "Raining Stones" (1993), "Terra e Liberdade" (1995), "A Canção de Carla" (1996) e "Meu Nome é Joe" (1998).
- Recebeu duas nomeações ao César, na categoria de Melhor Filme Estrangeiro, por "Chuva de Pedras" (1993) e "Terra e Liberdade" (1995). Venceu em 1995.
- Recebeu duas nomeações ao César, na categoria de Melhor Filme da União Europeia, por "Sweet Sixteen" (2002) e "11 de Setembro" (2002).
- Recebeu uma nomeação ao Independent Spirit Awards, na categoria de Melhor Filme Estrangeiro, por "Ladybird" (1994).
- Recebeu uma nomeação ao European Film Awards de Melhor Realizador, por "The Wind that Shakes the Barley" (2006).
- Ganhou a Palma de Ouro no Festival de Cannes, por "I, Daniel Blake" (2016).
- Ganhou a Palma de Ouro no Festival de Cannes, por "The Wind that Shakes the Barley" (2006).
- Ganhou três vezes o Prémio do Júri, no Festival de Cannes, por "Agenda Secreta" (1990), "Chuva de Pedras" (1993) e "Terra e Liberdade" (1995).
- Ganhou três vezes o Prémio FIPRESCI, no Festival de Cannes, por "Black Jack" (1979), "Riff-Raff" (1990) e "Terra e Liberdade" (1995).
- Ganhou um Leão de Ouro em 1994, no Festival de Veneza, em homenagem à sua carreira no cinema.
- Ganhou o Prémio de Melhor Curta-metragem, no Festival de Veneza, por "11 de Setembro" (2002).
- Ganhou o Prémio do Júri, no Festival de Berlim, por "Ladybird" (1994).
- Ganhou o Prémio OCIC, no Festival de Berlim, por "De Que Lado Você Está?" (1984).
- Ganhou o Prémio Bodil de Melhor Filme Não-Americano, por "Meu Nome é Joe" (1998).